# Utahdactylus
Utahdactylus is een geslachtsnaam die gegeven is aan fossiel materiaal onder de vooronderstelling dat dit aan een pterosauriër toebehoorde. Dit laatste wordt nu algemeen ontkend en de naam wordt daarnaast ook beschouwd als een nomen dubium.
In 2002 benoemden amateurpaleontologen Stephan Czerkas en Debra Mickelson, in een boek door Czerkas zelf uitgegeven, de soort Utahdactylus kateae. De geslachtsnaam verbindt Utah met het Klassiek Griekse daktylos, een gebruikelijk element in de namen van pterosauriërs, vanwege hun vleugelvinger. De soortaanduiding verwees naar Kate Mickelson en moet niet als een erend genitief gelezen worden maar als een datief, dus als 'voor Kate'.
Het fossiel, holotype DM 002/CEUM 32588 (Czerkas' eigen Dinosaur Museum waar het bewaard wordt en verder een registratie van het Prehistoric Museum, College of Eastern Utah), werd gevonden in de Morrisonformatie uit het Kimmeridgien van Utah (late Jura), en bestaat uit losse fragmentarische resten die verspreid zijn over verschillende kalksteenblokken. De beschrijvers meenden de achterkant van een schedel, een halswervel, drie ruggenwervels, een staartwervel, ribben, een scheenbeen, een opperarmbeen, delen van een ellepijp, spaakbeen en vingerkootjes en een rechterscapulacoracoïde te kunnen identificeren. Vooral de langgerekte vorm van die laatste samengroei van schouderblad en ravenbeksbeen zou onmiskenbaar wijzen op een pterosauriër. De combinatie van een korte nek en een lange staart, verstijfd door langgerekte werveluitsteeksels, samen met het ontbreken van een groeve in de vleugelvinger, zou de vorm dan verder determineren als een basale pterosauriër ('rhamphorhynchoïde'), een basaal lid van de Novialoidea, met een vleugelspanwijdte van 1,2 meter.
In het begin werd het geslacht, op basis van de oorspronkelijke beschrijving, als valide beschouwd. In 2007 echter, onderzocht paleontoloog Christopher Bennett de resten voor het eerst professioneel. Hij concludeerde dat veel onderdelen, zoals de schedel, het opperarmbeen en de vingerkootjes, niet met zekerheid geïdentificeerd konden worden; dat het scheenbeen niet te vinden was; dat de staartwervel, slechts als afdruk bewaard, geen staartwervel was; dat de vermeende uitsteeksels daarvan ribben waren; dat het rechterscapulacoracoïde een linkerscapulacoracoïde was en dus omgekeerd geïnterpreteerd zodat niets erop wees dat het aan een pterosauriër toebehoorde. Bepaalde botten van ledematen bleken niet door de beschrijvers vermeld te zijn — en juist deze wezen erop dat de voor pterosauriërs typische verlenging daarvan ontbrak. Geen enkel uniek kenmerk van de pterosauriërs was dus waarneembaar maar wel kenmerken die de hypothese dat het een pterosauriër zou zijn, falsificeerden. Daaronder was ook de algemene textuur van het bot die niet overeenkwam met de dunne maar dichte structuur van pterosauriërbeenderen.
Bennett verwierp de classificatie door de beschrijvers, stelde vast dat de soort een nomen dubium was, een naam waaraan door het gebrek aan diagnostische kenmerken bij het holotype geen verdere vondsten kunnen worden toegeschreven, en dat van de vorm niet verder met zekerheid gesteld kon worden dan dat het enig lid van de zeer ruime groep van de Diapsida betrof; er waren zwakke aanwijzingen dat het om een crocodylomorf ging. Naar aanleiding van dit geval spoorde hij een ieder aan geen pterosauriërs te benoemen als het fossiel geen kenmerken van de pterosauriërs vertoont.